# Крвави капетан
Крвави капетан (енгл. Captain Blood, 1922) авантуристички је роман Рафаела Сабатинија оригинално објављен 1922. године.

## Позадина
Сабатини се залагао да се историјска фикција колико-толико заснива на стварну историју. Иако је Крвави измишљени лик, већи део историјске позадине романа базира се на чињеницама. Монмутски побуњеници били су продати у робље како је описано и у књизи, а промена политичких савезника током Славне револуције из 1868. године искоришћена је као основа за радњу у роману, као и каснији повратак Крвавог.
Сабатини је засновао први део приче Крвавог на Хенрија Питмана, хирурга који је збрињавао монмутске побуњенике и био осуђен на смрт од стране судије Џефрија, али је његова казна преиначена у транспорт на острво Барбадос, где је био заробљен од стране пирата. За разлику од Крвавог, Питман им се није придружио и на крају вратио у Енглеску и писао популарне књиге које се базирају на његовим авантурама. За живот Крвавог као пирата Сабатини је искористио више модела, укључујући и Хенрија Моргана и рад Александра Ексквемелина, када је реч о историјским детаљима.
Сабатини је први пут увео карактер Крвавог капетана у серији осам кратких прича у часопису Premier као Tales of the Brethren of the Main, које су објављиване од децембра 1920. до марта 1921. године, а прештампаване су у часопису Adventure од јануара до маја исте године, заједно са новелом Дилема Крвавог капетана објављене у часопису Premier априла 1921. године, као и у часопису Adventure октобра исте године. Одисејски повезане, ове приче Сабатини је уткао у свој даљи рад писан у форми романа, објављен под називом Крвави капетан: Његова Одисеја 1922. године.

## Синопсис
Протагониста је оштроумни др Петер Крвави, фиктивни ирски лекар који је имао велику каријеру као војник и морнар (укључујући официрске чинове капетана под холандским адмиралом Де Ројтером) пре одлуке да се бави медицином у граду Бриџвотеру у Самерсету.
Књига почиње са овим ликом док се град припрема да се бори за Војводу од Монмута. Он не жели никакву улогу у побуни, али пошто је збрињавао неке рањене побуњенике у бици код Сеџмура, он бива ухапшен. Током Крваве Пороте, он је осуђен од стране злогласног судије Џефрија за издају, на основу тога да „свака особа која учествује директно у побуни против краља, али и друге особе — које директно нису учествовале у побуни — које свесно приме, заштите, сместе или помогну такво лице, такве особе су исто толико издајници колико и они који су носили оружје”.
Казна за издају је смрт вешањем, али краљ Џејмс II је, из чисто економских разлога, преиначио казну за Крвавог и остале побуњенике у транспортовање на Карибе, где ће они бити продати у робље. По доласку на острво Барбадос, Крвави је купљен од стране пуковника Бишопа, у почетку како би радио на његовим плантажама шећера, али га је Бишоп касније запослио као лекара, након што су се вештине Крвавог као лекара показале бољим од оних код локалних лекара. Током периода ропства, Крвави се упознаје и спријатељује са Арабелом Бишоп, пуковниковом нећаком, која постаје саосећајна након што сазна историју Крвавог.
Када шпанске снаге нападну и претресу Бриџтаун, Крвави бежи са бројним другим осуђеним робовима (укључујући бившег капетана брода Џеремија Пита, једнооког гиганта Едварда Вулверстоуна, бившег љубавника Натанијела Хагторпа, бившег подофицира Краљевске морнарице Николаса Дика и бившег артиљерца Краљевске морнарице Неда Огла), запоседа шпански брод и отпловљава далеко, поставши тако један од најуспешнијих пирата са Кариба, кога су мрзели и плашили га се шпански бродови. Пуковник Бишоп, понижен бекством Крвавог, посветио се хватању истог у нади да ће га некада одвести на вешање.
Након славне револуције, Крвави је помилован. Као награду за спасавање колоније из Јамајке од француског напада, он је именован за гувернера у месту пуковника Бишопа, који је напустио овај положај како би ловио Крвавог, а роман се завршава низом расплета у којима Крвави не само да жени рођаку пуковника Бишопа, већ и ослобађа њега.

## Утицај

### Наставак
Крвави капетан био је изузетно популарно дело, али уместо да настави са серијом књига, Сабатини је написао још 15 кратких прича које говоре о пиратској каријери Крвавог капетана. Две од тих прича у серији Повратак Крвавог капетана (Ратна одштета и Крвави новац) могу се посматрати као наставак догађаја који су се десили у оригиналном роману, али су све приче смештене у том временском оквиру.
Осам од ових прича објављено је 1931. године под називом Повратак Крвавог капетана (преименовано у Хроника Крвавог капетана у британским издањима) заједно са још две приче под називом Tales of the Brethren of the Main које нису биле инкорпориране у Крвавоог капетана. Друга колекција, Судбина Крвавог капетана, објављена је 1936. године, а садржала је шест нових прича. Последња прича, Лек, чија је радња смештена у време одмах након суђења Крвавом, а у којој Петер Крвави није главни лик, али је проминентно схваћен, објављена је 1946. године у склопу Сабатинијеве збирке прича Турбулентне приче.

### Адаптације
С обзиром на велику популарност дела, а самим тим и главног лика, снимљен је велики број филмова који су базирани на роман или неку од прича, а међу њима су:
- Крвави капетан (1924)
- Крвави капетан (1935)
- Судбина Крвавог капетана (1950)
- Капетан Пират (1952)
- Син Крвавог капетана (1962)
- Одисеја Крвавог капетана (1991)